# Toomas Hendrik Ilves
Toomas Hendrik Ilves (Stoccolma, 26 dicembre 1953) è un politico e giornalista estone.
È stato presidente della Repubblica dell'Estonia dal 9 ottobre 2006 al 10 ottobre 2016, dopo essere stato riconfermato per un secondo mandato nell'ottobre 2011.

## Biografia
Ilves è nato a Stoccolma, in Svezia, ma ha passato gran parte della sua vita negli Stati Uniti d'America, dove i suoi genitori esuli, originari estoni, dovettero rifugiarsi dopo l'occupazione dell'Estonia da parte dei sovietici nel 1940.
Ha compiuto i suoi studi alla Columbia University dal 1972 al 1976, poi all'Università della Pennsylvania dove conseguì il master in Psicologia nel 1978.
Dal 1974 al 1979 ha lavorato come ricercatore al dipartimento di Psicologia della Columbia University.
Dal 1979 al 1981 è stato professore di inglese e vice direttore del Centro educativo aperto del New Jersey. Dal 1981 al 1982 ha diretto il Centro di letteratura di Vancouver in Canada.
Nel 1983-1984 ha insegnato letteratura e linguistica estoni alla Simon-Fraser University di Vancouver.
Ha lavorato dal 1984 al 1993 a Radio Free Europe, prima come analista politico, poi come direttore della redazione estone (1988–1993).

## Carriera politica
Dal 1993 al 1996 è stato ambasciatore dell'Estonia negli Stati Uniti, in Canada e in Messico. ministro degli Affari Esteri dell'Estonia dal 1996 al 1998 e dal 1999 al 2002. Deputato europeo dal 1º maggio 2004, è stato durante tutto il suo mandato il primo vice presidente della commissione degli Affari Esteri del Parlamento europeo. Era membro del partito «I moderati», divenuto il Partito socialdemocratico. Ha lasciato il partito nel settembre 2006 dopo essere stato eletto alla presidenza della Repubblica.

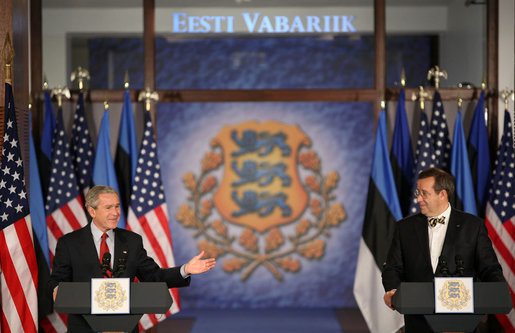
Il presidente Toomas Hendrik Ilves e il presidente statunitense George W. Bush, in visita in Estonia nel 2006.

Il 23 settembre 2006 Ilves è stato il candidato comune di quattro partiti (di cui tre di destra) all'elezione presidenziale. Raccolse solo 64 voti sui 101 del parlamento, il Riigikogu, cioè meno dei due terzi richiesti dalla costituzione; la procedura estone prevede in tal caso un allargamento del collegio elettorale anche agli eletti dei comuni. Il 27 settembre Ilves ottenne 174 voti su 345 (cioè uno più del minimo necessario) contro 162 per il presidente uscente Arnold Rüütel.
È membro del consiglio di amministrazione del think tank Les Amis de l'Europe («Gli amici dell'Europa») dal 2005; nel 2005 e 2006 è stato membro del comitato esecutivo della Commissione Trilaterale.
Nel 2025, dopo vent'anni senza affiliazioni di partito, ha annunciato la propria iscrizione a Volt Europa. 

## Vita privata
Si è sposato in prime nozze con Merry Bullock, da cui ha avuto due figli, Luukas Kristjan nel 1987 e Juulia Kristiine nel 1992.
Nel 2004 si è risposato con Evelin Int-Lambot da cui aveva avuto una figlia, Kadri Keiu, nel 2003. Il 22 agosto 2014 sono state pubblicate delle immagini dei media estoni che rappresentavano la first-lady nell'atto di baciare un giovane uomo in un bar a Tallinn. Lei qualche tempo dopo ha scritto nella sua pagina di Facebook un messaggio dove si è scusata con le persone ferite dal suo comportamento. L'uomo era presumibilmente Vincent Aranega. Il 17 aprile 2015, l'Ufficio del Presidente della Repubblica ha annunciato che la coppia aveva deciso di divorziare. Il divorzio è entrato in vigore il 30 dello stesso mese.
Nel novembre del 2015 si è fidanzato con Ieva Kupče, capo della sezione nazionale di coordinamento delle politiche sulla sicurezza informatica del Ministero della difesa lettone. Il 2 gennaio 2016 si sono sposati. Il 28 novembre successivo è venuto alla luce il primo figlio della coppia, Hans Hendrik.

## Onorificenze

### Onorificenze estoni
- Ordine delle Arme della Repubblica d'Estonia, terza classe